# Hypocreopsis macrostoma
Hypocreopsis macrostoma är en svampart som först beskrevs av Berk. & M.A. Curtis, och fick sitt nu gällande namn av E. Müll. 1962. Hypocreopsis macrostoma ingår i släktet Hypocreopsis och familjen Hypocreaceae.   Inga underarter finns listade i Catalogue of Life.